# 伊万尼夫卡 (别列佐夫卡区)
伊万尼夫卡（烏克蘭語：Іванівка），亦译为伊万诺夫卡，旧称小巴拉尼夫卡、亚尼夫卡，是烏克蘭西南部敖德薩州別列佐夫卡區伊万尼夫卡市镇内的市級鎮及其行政中心。始建於1793年，面積5.17平方公里，2022年人口2,362。

## 历史
1793年巴拉诺夫少校在此地建立村落，称小巴拉诺夫卡（俄语：Малобарановка）。随后乌克兰中部和俄罗斯中部的农民开始陆续迁居于此。
1858年改名为亚尼夫卡（烏克蘭語：Янівка）。至19世纪中叶，该地已经有每周两次的集市和一年一度的春季博览会。19世纪70年代，民粹派成员曾在该地活动。伴随着人口继续涌入，该地的工人数量也从1894年的311人增长到1897年的1444人。
1905年俄国革命期间，该地也爆发了起义。革命委员会代表在本地发放宣传明信片，并举行集会、发表演讲，呼吁农民积极争取土地；大量农民参与起义。有6名参与演讲者遭到哥萨克人杀害。1906年底，该地戒严。此后数年，许多无地的当地居民迁居西伯利亚。
1917年十月革命后，当地工人和复员士兵组成的武装推翻了当地地主的统治。1918年，奥匈帝国曾短暂占领此地，并处决了抵抗分子。
1919年，该地有75人参加红军。在外国干预势力撤出后，当地的共产党人开始重建对当地的统治。在1920年5月15日，在敖德萨区议会执行委员会的倡议下，该村公民大会决定重新举行苏维埃选举。
1925年起，该地出现了数个农业合作社，随后逐渐发展为集体农庄。
1941年6月苏德战争爆发后，该地有110人应征入伍；8月10日，该村沦陷于纳粹德国。占领期间，磨房和油坊的设备被掠夺到德国。1944年4月5日，苏联乌克兰第3方面军解放该地。1946年改名为伊万尼夫卡。
战后该地进行了重建，建有油厂，磨坊，酿酒厂。
1995年，该地的企业开始私有化；2011年4月19日敖德萨地区裁定伊万尼夫卡的维修和运输企业破产并进入清算程序。2016年11月23日，乌克兰内阁决定出售伊万尼夫卡的酿酒厂。

## 文化教育
十月革命前，当地仅有一座教会学校。1922年，当地建起了一座小学；1940年，该地教育经费为22.5万卢布。到70年代，已有一座高级中学，有教师40人，学生550人；此外还有夜校。
当地亦有文化宫和公共图书馆。

## 人口
| 1826   | 1923   | 1926   | 1959   | 1970   | 1979   | 1989   | 2001   | 2013   | 2016   | 2017   | 2022   |
| ------ | ------ | ------ | ------ | ------ | ------ | ------ | ------ | ------ | ------ | ------ | ------ |
| → 1900 | ↗ 2026 | ↗ 2126 | ↘ 1836 | ↗ 2266 | ↗ 3103 | ↗ 3434 | ↘ 3145 | ↘ 2525 | ↘ 2522 | ↘ 2519 | ↘ 2362 |

母语组成（2001年人口普查结果）：
| 母语       | 数量 | 比例%  |
| 乌克兰语   | 2749 | 88.30  |
| 俄罗斯语   | 280  | 8.99   |
| 保加利亚语 | 59   | 1.89   |
| 罗马尼亚语 | 6    | 0.19   |
| 亚美尼亚语 | 5    | 0.16   |
| 白俄罗斯语 | 4    | 0.10   |
| 加告兹语   | 3    | 0.09   |
| 意第绪语   | 1    | 0.03   |
| 波兰语     | 1    | 0.03   |
| 其他       | 5    | 0.16   |
| 总计       | 3113 | 100.00 |